# David Johansen
David Johansen er en dansk kok. Han har tidligere været dommer på fjernsynsprogrammerne Masterchef Danmark og Family Food Fight Danmark. Johansen er også kendt for at have været køkkenchef hos Restaurant Kokkeriet, hvor han var med til at skaffe restauranten en michelinstjerne. Han er den yngste chefkok i Danmark til at få en Michelin stjerne. I 2017 fik David en stilling som gastronomisk udvikler i Løgismose Group indtil 2020.